# The End of the Tour
The End of the Tour er en amerikansk stumfilm fra 1917 af George D. Baker.

## Medvirkende
- Lionel Barrymore som Byron Bennett.
- Ethel Corcoran som Grace Jessup.
- Frank Currier som Jessup.
- Walter Hiers som Skinny Smith.
- J. Herbert Frank som Percy Pennington.